# (74232) 1998 ST26
(74232) 1998 ST26 – planetoida z pasa głównego asteroid okrążająca Słońce w ciągu 5,33 lat w średniej odległości 3,05 j.a. Odkryta 24 września 1998 roku.